# CP 47,497
CP 47,497 ili (C7)-CP 47,497 je agonist kanabinoidnog receptora, koji je razvilo preduzeće Pfizer tokom 1980-tih. Ovaj materijal ima analgetsko dejstvo i koristi se u naučnim istraživanjima. Ono je potentan CB1 agonist sa Kd vrednošću od 2,1 nM.